# Samuel Faber

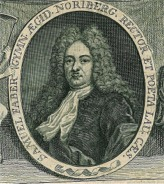
Samuel Faber

Samuel Faber (* 3. März 1657 in Altdorf bei Nürnberg; † 10. April 1716) war Rektor des Aegidianums in Nürnberg und nebenbei schriftstellerisch tätig.

## Leben
Samuel Faber war der Sohn des Dichters und Gymnasiallehrers Johann Ludwig Faber. Nach dem Studium der Theologie und der Philosophie wurde er 1690 Konrektor und 1706 Rektor des Egidiengymnasiums in Nürnberg. Sein Name taucht in den Biographien Johann Friedrich Riederers und Johann Leonhard Rosts wieder auf. Auf seine Schüler übte er allem Anschein nach durch sein Interesse an einem Lehrplan der den aktuellen belles lettres und der deutschen Sprache mehr Bedeutung schenkt, großen Einfluss aus. Bemerkenswert ist die Widmung, die Rost dem ehemaligen Lehrer in seinem Briefsteller von 1713 setzt. Sie korrespondiert mit abschätzigen Bemerkungen zur Qualität der an den meisten deutschen Schulen des Reichs gängigen Bildung im selben Buch:
Die teutsche Wahrheit zu sagen, so sind heunt zu Tage fast alle Schulen nicht zum besten bestellet; denn man lehret den Kindern meinstentheils solche Sachen, die ihnen nichts nutzen, und martert sie so abscheulich mit dem Latein und Griechischen, daß ihnen darüber der Lust zu allen andern Wissenschafften vergehet, ja, es ist recht lächerlich, daß man die teutschgebhorne Jugend in andern frembden Sprachen gelehrt; in ihrer eigenen Muttersprache aber zu Ignoranten machen will. (Rost, Neu-eröffnetes teutsche Briefe Cabinet (Nürnberg: J. Chr. Lochner, [1713]), Bd. 2, S. 4)
Faber stand soweit ersichtlich solcher Kritik am Unterrichtswesen positiv gegenüber. Unter dem Namen Ferrando II. (an den Vater anknüpfend, „Eisenkraut“) war Faber zudem das 78. Mitglied im Pegnesischen Blumenorden.
Er veröffentlichte unter dem Pseudonym S. F. eine mehrteilige „Ausführliche Lebensbeschreibung Carls XII., Königs in Schweden......“, die noch zu Lebzeiten dieses umstrittenen Königs bei Christoph Riegeln in Nürnberg, Frankfurt und Leipzig erschien und praktisch als die erste Biographie überhaupt über ihn gilt. Erst gut dreißig Jahre später veröffentlichte der „Hofberichterstatter“ Nordberg eine drei Folianten umfassende, insbesondere mit Münzabbildungen gespickte Biographie. Sie wurde kurze Zeit später von Heubel ins Deutsche übersetzt.
1715 wurde er als auswärtiges Mitglied in die Königlich Preußische Sozietät der Wissenschaften aufgenommen.